# The Light at Dusk
The Light at Dusk (o Light at Dusk) è un film muto del 1916 diretto da Edgar Lewis. Fu il primo film che porta la firma come scenografo di Anton Grot.

## Trama
Dalla natia Russia, Vladimir Krestovsky parte in cerca di fortuna per gli Stati Uniti. A casa, ha lasciato la moglie Natasha e la figlia Olga.
Giunto nel nuovo paese, lavorando duramente e sfruttando i suoi operai, riesce a  raggiungere la ricchezza. Diventa un magnate, cambia il suo nome in Krest e si sposa con una ragazza che appartiene a un'importante famiglia che gli darà lustro sociale.
Ma, quando la nuova moglie muore, Krest ha la visione di un Cristo che gli appare: si rende conto allora di essere tormentato dal bisogno di accumulare denaro e che, per farlo, ha ridotto i suoi sottoposti a schiavi virtuali. Promette di cambiare vita: intanto, in America, sono arrivate anche Natasha e Olga, che trovano lavoro nella sua ditta.
Quando Vladimir finalmente le riconosce, si riunisce alla famiglia e inizia un programma di riforme nei confronti dei suoi lavoratori.

## Produzione
Il film fu prodotto dalla Lubin Manufacturing Company.

## Distribuzione
Distribuito dalla V-L-S-E, il film uscì nelle sale cinematografiche USA il 31 luglio 1916.